# Нутация (ботаника)
Нута́ции (от лат. nutatio — колебание, качание) — осциллирующие (круговые или колебательные) движения цветоносов, листьев, корней, колеоптилей, столонов, спорангиеносцев и других органов растений.
Циркумнутация относится конкретно к круговым движениям, часто демонстрируемым кончиками растущих стеблей растений, вызванным повторяющимися циклами различий в росте по сторонам удлиняющегося стебля. Нутационные движения обычно отличаются от «вариационных» движений, вызванных временными различиями в давлении воды внутри растительных клеток (тургор).
Многие растения во время роста подвержены движению, особенно около верхушки стебля, что подметил ещё Ч. Дарвин, называвший явление «циркумнутацией», так как верхушка стебля совершает почти круговое движение (обычно описывая эллипс с зигзагами). У большинства растений нутация слаба и прекращается с прекращением роста междоузлий, но у вьющихся растений нутация стебля и у лазящих растений — усиков, весьма сильная и продолжительная, определяет закручивание и извивание этих органов. Основная причина нутации — неравномерность роста стеблей с разных сторон. Если с одной стороны стебель растет быстрее, чем с другой, то стебель загибается в сторону меньшего роста, выпрямляясь, когда прекратится неравномерность роста. Если продольная линия наибольшего удлинения образует винтовую линию вследствие упорядоченных местных ускорений роста клеток под влиянием фитогормонов, то стебель извивается, нагибаясь в сторону наименьшего возрастания постепенно во все стороны горизонта, и вьется вокруг подставок или самого себя. У большинства вьющихся растений закручивание идёт против часовой стрелки, реже по часовой, как у хмеля, ещё реже направление нутации меняется, как у горько-сладкого паслёна. Листья тоже подвержены нутации, определяющей их направление то к стороне стебля (в начале развития), то отгибание их от стебля: вначале они растут сильнее у основания и вдоль спинной поверхности, отгибаясь внутрь, затем происходит обратное, и листья отгибаются наружу.
После прекращения роста нутации листьев вызываются изменением тургора клеток листовых сочленений.